# Hysteropterum guadarramense
Hysteropterum guadarramense är en insektsart som beskrevs av Melichar 1906. Hysteropterum guadarramense ingår i släktet Hysteropterum och familjen sköldstritar. Inga underarter finns listade i Catalogue of Life.